# Giro d’Italia 2022/10. Etappe
Die 10. Etappe des Giro d’Italia 2022 fand am 17. Mai 2022 statt und war der Auftakt zur zweiten Woche der 105. Austragung des italienischen Etappenrennens. Die Strecke führte von Pescara über 196 Kilometer und 1760 Höhenmeter nach Jesi. Nach der Zielankunft hatten die Fahrer insgesamt 1679,2 Kilometer absolviert, was 48,7 % der Gesamtdistanz der Rundfahrt entsprach. Die Organisatoren bewerteten die Schwierigkeit der Etappe mit drei von fünf Sternen (bassa difficoltà).

## Streckenführung
Der neutralisierte Start erfolgte in Pescara auf dem Piazza della Rinascita. Anschließend ging es zunächst Richtung Süden ans Ufer des Flusses Pescara, ehe sich die Fahrtrichtung gen Norden änderte und die Fahrer entlang der Adriatischen Küste zum offiziellen Start fuhren.
Das Rennen wurde nach 9,4 neutralisierten Kilometern auf der SS16 freigegeben und verlief für die ersten 100 Kilometer entlang der Küste auf flachem Terrain. Dabei wurden bekannte Orte wie Pineto, Alba Adriatica, San Benedetto del Tronto und Porto San Giorgio durchfahren. Nach 99,4 Kilometern erreichten die Fahrer Civitanova Marche, wo der erste Zwischensprint ausgefahren wurde. Anschließend wendete sich die Strecke von der Küste ab und führte ins hügelige Landesinnere. Die erste von drei Bergwertungen der 4. Kategorie wurde nach 110,8 Kilometern etwa zur Hälfte des Rennens in Crocette di Montecosaro (226 m) abgenommen. Der zweite Anstieg folgte kurze Zeit später bei Kilometer 126,3. Bei diesem handelte es sich um den 3,4 Kilometer langen Anstieg von Recanati (284 m), der eine maximale Steigung von 18 % aufwies. In weiterer Folge blieb das Terrain hügelig und die Fahrer erreichten nach 153,6 Kilometern den zweiten Zwischensprint in Filottrano. Nach weiteren nicht kategorisierten Anstiegen in Santa Maria Nuova und Mazzangrugno folgte 8,5 Kilometer vor dem Ziel der letzte Anstieg der 4. Kategorie. Dieser führte nach Monsano (222 m), war 4,2 Kilometer lang und wies eine maximale Steigung von 11 % im letzten Drittel auf. Von der Kuppe an ging es bergab in den Zielort Jesi, wo sich die Ziellinie auf der Viale della Vittoria, am Ende eines leichten Anstieges befand.
|                            | Ort                              | Kilometer | Länge (km) | Höhe (m) | Ø Steigung | max. Steigung |
| -------------------------- | -------------------------------- | --------- | ---------- | -------- | ---------- | ------------- |
| neutraler Start            | Pescara (Piazza della Rinascita) | −9,4      |            |          |            |               |
| offizieller Start          | Pescara (SS16)                   | 0         |            |          |            |               |
| Zwischensprint             | Civitanova Marche                | 99,4      |            |          |            |               |
| Bergwertung (4. Kategorie) | Crocette di Montecosaro          | 110,8     | 4,9        | 226      | 2,2 %      | unbekannt     |
| Bergwertung (4. Kategorie) | Recanati                         | 126,3     | 3,4        | 284      | 6,9 %      | 18 %          |
| Zwischensprint             | Filottrano                       | 153,6     |            |          |            |               |
| Bergwertung (4. Kategorie) | Monsano                          | 187,5     | 4,2        | 222      | 4,2 %      | 11 %          |
| Ziel                       | Jesi                             | 196       |            |          |            |               |

## Rennverlauf und Ergebnis
Nach dem ersten echten Ruhetag gingen alle 166 verbliebenen Fahrer an den Start. Sobald das Rennen freigegeben wurde, kam es zu mehreren Angriffen im Hauptfeld. Die Fluchtgruppe des Tages bildeten Alessandro De Marchi (Israel-Premier Tech), Lawrence Naesen (AG2R Citroën Team) und Mattia Bais (Drone Hopper-Androni Giocattoli). Zunächst blieb es im Hauptfeld unruhig und weitere Fahrer versuchten, zu dem Spitzen-Trio aufzuschließen. Nach 17 gefahrenen Kilometern wurde das Tempo im Peloton jedoch gedrosselt und die Spitzengruppe konnte einen maximalen Vorsprung von rund sechs Minuten herausfahren.
Den ersten Zwischensprint nach 99,4 gefahrenen Kilometern gewann Mattia Bais vor Lawrence Naesen und Alessandro De Marchi. Rund vier Minuten dahinter belegten Giacomo Nizzolo (Israel-Premier Tech), Arnaud Démare (Groupama-FDJ) und Biniam Girmay (Intermarché-Wanty-Gobert Matériaux) die weiteren Plätze. Im Anschluss begannen die ersten Steigungen des Tages und Christopher Juul-Jensen (Team BikeExchange-Jayco) griff rund 90 Kilometer vor dem Ziel an und versuchte, alleine zu der Spitzengruppe aufzuschließen. Alessandro De Marchi sicherte sich die erste Bergwertung auf dem Crocette di Montecosaro vor Mattia Bais und Lawrence Naesen. Christopher Juul-Jensen erreichte die Kuppe des Anstieges zwar als Vierter, wurde aber kurz darauf wieder vom Hauptfeld gestellt, dessen Rückstand auf das Führungstrio unverändert blieb. Kurz darauf kam Richard Carapaz (Ineos Grenadiers) zu Sturz, konnte das Rennen aber im Hauptfeld fortsetzen. Wenig später wurde Caleb Ewan (Lotto Soudal) in einer Gegensteigung – 79 Kilometer vor dem Ziel – abgehängt. Das Tempo im Peloton bestimmten weiterhin die Mannschaften Alpecin-Fenix und Intermarché-Wanty-Gobert Matériaux, die seit mehreren Kilometern an der Spitze des Hauptfelds fuhren.
Im zweiten Anstieg des Tages griff David de la Cruz (Astana Qazaqstan Team) 71 Kilometer vor dem Ziel an, wurde jedoch bald wieder gestellt. Mark Cavendish (Quick-Step Alpha Vinyl Team) fiel kurzzeitig aus dem Hauptfeld, konnte jedoch in der Abfahrt wieder aufschließen. Die Bergwertung der 4. Kategorie sicherte sich erneut Alessandro De Marchi vor Mattia Bais und Lawrence Naesen. 55 Kilometer vor dem Ziel hatte Mathieu van der Poel (Alpecin-Fenix) einen technischen Defekt und musste das Rad wechseln. Er konnte jedoch seinen Rückstand von rund einer Minute auf das Hauptfeld in der Wagenkolonne zufahren und schloss 51 Kilometer vor dem Ziel wieder zum Peloton auf. Der Vorsprung der Spitzengruppe war unterdessen auf etwa zwei Minuten geschmolzen. Beim zweiten Zwischensprint sicherte sich Mattia Bais drei Bonussekunden. Die weiteren Bonifikationen gingen an Alessandro De Marchi und Lawrence Naesen. 33 Kilometer vor dem Ziel versuchte sich Christopher Juul-Jensen erneut vom Hauptfeld abzusetzen, was ihm aber nicht gelang. In der Spitzengruppe löste sich Alessandro de Marchi von seinen Gefährten und setzte sich alleine an die Spitze des Rennens. Sein Vorsprung auf das Hauptfeld betrug jedoch nur noch eine Minute.
20 Kilometer vor dem Ziel wurde Alessandro De Marchi als letzter Fahrer der Ausreißergruppe gestellt. Am Fuße der Schlusssteigung griff Tobias Foss (Jumbo-Visma) 12 Kilometer vor dem Ziel an, konnte sich aber nicht vom Hauptfeld lösen. Anschließend hielt das Alpecin-Fenix-Team das Tempo hoch und das Fahrerfeld zog sich in die Länge. 9 Kilometer vor dem Ziel attackierte Alessandro Covi (UAE Team Emirates) und konnte sich kurzzeitig absetzen. Vor der Kuppe schlossen jedoch rund 25 Fahrer zu dem Italiener auf und fuhren gemeinsam über die Kuppe. Arnaud Démare und Giacomo Nizzolo hatten dem Tempo nicht folgen können und waren in einer abgehängten Gruppe. In der Abfahrt versuchten sich mehrere Fahrer wie Vincenzo Nibali (Astana Qazaqstan), Simon Yates (BikeExchange-Jayco), Mathieu van der Poel und Hugh Carthy (EF Education-EasyPost) von der Spitzengruppe zu lösen, doch die Gruppe bog geschlossen auf die Zielgerade ein. Domenico Pozzovivo (Intermarché-Wanty-Gobert Matériaux) zog den Sprint für Biniam Girmay an, der den Sprint 350 Meter vor dem Ziel eröffnete. In seinem Windschatten schaffte es Mathieu van der Poel, auf gleiche Höhe zu kommen, musste sich aber auf den letzten Metern geschlagen geben. Biniam Girmay feierte als erster Landsmann aus Eritrea einen Etappensieg beim Giro d’Italia. Platz drei ging an Vincenzo Albanese aus dem Eolo-Kometa Cycling Team. Juan Pedro López (Trek-Segafredo) verteidigte das Rosa Trikot und führte somit auch weiterhin die Nachwuchswertung an. Diego Rosa (Eolo-Kometa) blieb im Bergtrikot und Arnaud Démare verteidigte das Punktetrikot, sein Vorsprung auf Biniam Girmay war jedoch auf drei Punkte geschmolzen.
| \| Etappenergebnis \| Etappenergebnis \| Etappenergebnis \| Etappenergebnis \| Etappenergebnis \| \| Fahrer \| Fahrer \| Land \| Team \| Zeit \| \| --------------- \| -------------------- \| --------------- \| ---------------------------------- \| --------------- \| \| 1. \| Biniam Girmay \| Eritrea \| Intermarché-Wanty-Gobert Matériaux \| 4 h 32 min 07 s \| \| 2. \| Mathieu van der Poel \| Niederlande \| Alpecin-Fenix \| + 0 s \| \| 3. \| Vincenzo Albanese \| Italien \| Eolo-Kometa \| + 0 s \| \| 4. \| Wilco Kelderman \| Niederlande \| Bora-Hansgrohe \| + 0 s \| \| 5. \| Richard Carapaz \| Ecuador \| Ineos Grenadiers \| + 0 s \| \| 6. \| Koen Bouwman \| Niederlande \| Jumbo-Visma \| + 0 s \| \| 7. \| Romain Bardet \| Frankreich \| Team DSM \| + 0 s \| \| 8. \| Pello Bilbao \| Spanien \| Bahrain Victorious \| + 0 s \| \| 9. \| João Almeida \| Portugal \| UAE Team Emirates \| + 0 s \| \| 10. \| Mauro Schmid \| Schweiz \| Quick-Step Alpha Vinyl \| + 0 s \| |                      |             |                                    |                 |
| |                      |             |                                    |                 |
| Quelle: ProCyclingStats |                      |             |                                    |                 |
| Etappenergebnis |                      |             |                                    |                 |
| Fahrer | Fahrer               | Land        | Team                               | Zeit            |
| 1. | Biniam Girmay        | Eritrea     | Intermarché-Wanty-Gobert Matériaux | 4 h 32 min 07 s |
| 2. | Mathieu van der Poel | Niederlande | Alpecin-Fenix                      | + 0 s           |
| 3. | Vincenzo Albanese    | Italien     | Eolo-Kometa                        | + 0 s           |
| 4. | Wilco Kelderman      | Niederlande | Bora-Hansgrohe                     | + 0 s           |
| 5. | Richard Carapaz      | Ecuador     | Ineos Grenadiers                   | + 0 s           |
| 6. | Koen Bouwman         | Niederlande | Jumbo-Visma                        | + 0 s           |
| 7. | Romain Bardet        | Frankreich  | Team DSM                           | + 0 s           |
| 8. | Pello Bilbao         | Spanien     | Bahrain Victorious                 | + 0 s           |
| 9. | João Almeida         | Portugal    | UAE Team Emirates                  | + 0 s           |
| 10. | Mauro Schmid         | Schweiz     | Quick-Step Alpha Vinyl             | + 0 s           |

## Gesamtstände
| \| Gesamtwertung \| Gesamtwertung \| Gesamtwertung \| Gesamtwertung \| Gesamtwertung \| \| Fahrer \| Fahrer \| Land \| Team \| Zeit \| \| ------------- \| ------------------ \| ------------- \| ---------------------------------- \| ---------------- \| \| 1. \| Juan Pedro López \| Spanien \| Trek-Segafredo \| 42 h 24 min 08 s \| \| 2. \| João Almeida \| Portugal \| UAE Team Emirates \| + 12 s \| \| 3. \| Romain Bardet \| Frankreich \| Team DSM \| + 14 s \| \| 4. \| Richard Carapaz \| Ecuador \| Ineos Grenadiers \| + 15 s \| \| 5. \| Jai Hindley \| Australien \| Bora-Hansgrohe \| + 20 s \| \| 6. \| Guillaume Martin \| Frankreich \| Cofidis \| + 28 s \| \| 7. \| Mikel Landa \| Spanien \| Bahrain Victorious \| + 29 s \| \| 8. \| Domenico Pozzovivo \| Italien \| Intermarché-Wanty-Gobert Matériaux \| + 54 s \| \| 9. \| Emanuel Buchmann \| Deutschland \| Bora-Hansgrohe \| + 1 min 09 s \| \| 10. \| Pello Bilbao \| Spanien \| Bahrain Victorious \| + 1 min 22 s \| |                    |             |                                    |                  |
| |                    |             |                                    |                  |
| Quelle: ProCyclingStats |                    |             |                                    |                  |
| Gesamtwertung |                    |             |                                    |                  |
| Fahrer | Fahrer             | Land        | Team                               | Zeit             |
| 1. | Juan Pedro López   | Spanien     | Trek-Segafredo                     | 42 h 24 min 08 s |
| 2. | João Almeida       | Portugal    | UAE Team Emirates                  | + 12 s           |
| 3. | Romain Bardet      | Frankreich  | Team DSM                           | + 14 s           |
| 4. | Richard Carapaz    | Ecuador     | Ineos Grenadiers                   | + 15 s           |
| 5. | Jai Hindley        | Australien  | Bora-Hansgrohe                     | + 20 s           |
| 6. | Guillaume Martin   | Frankreich  | Cofidis                            | + 28 s           |
| 7. | Mikel Landa        | Spanien     | Bahrain Victorious                 | + 29 s           |
| 8. | Domenico Pozzovivo | Italien     | Intermarché-Wanty-Gobert Matériaux | + 54 s           |
| 9. | Emanuel Buchmann   | Deutschland | Bora-Hansgrohe                     | + 1 min 09 s     |
| 10. | Pello Bilbao       | Spanien     | Bahrain Victorious                 | + 1 min 22 s     |

| Punktewertung | Punktewertung        | Punktewertung          | Punktewertung                      | Punktewertung |
| Fahrer        | Fahrer               | Land                   | Team                               | Punkte        |
| ------------- | -------------------- | ---------------------- | ---------------------------------- | ------------- |
| 1.            | Arnaud Démare        | Frankreich             | Groupama-FDJ                       | 151 P.        |
| 2.            | Biniam Girmay        | Eritrea                | Intermarché-Wanty-Gobert Matériaux | 148 P.        |
| 3.            | Mathieu van der Poel | Niederlande            | Alpecin-Fenix                      | 90 P.         |
| 4.            | Mark Cavendish       | Vereinigtes Königreich | Quick-Step Alpha Vinyl             | 78 P.         |
| 5.            | Giacomo Nizzolo      | Italien                | Israel-Premier Tech                | 59 P.         |
| 6.            | Fernando Gaviria     | Kolumbien              | UAE Team Emirates                  | 55 P.         |
| 7.            | Thomas De Gendt      | Belgien                | Lotto-Soudal                       | 53 P.         |
| 8.            | Filippo Tagliani     | Italien                | Drone Hopper-Androni Giocattoli    | 45 P.         |
| 9.            | Caleb Ewan           | Australien             | Lotto-Soudal                       | 43 P.         |
| 10.           | Davide Gabburo       | Italien                | Bardiani CSF Faizanè               | 38 P.         |

| Bergwertung | Bergwertung        | Bergwertung | Bergwertung                     | Bergwertung |
| Fahrer      | Fahrer             | Land        | Team                            | Punkte      |
| ----------- | ------------------ | ----------- | ------------------------------- | ----------- |
| 1.          | Diego Rosa         | Italien     | Eolo-Kometa                     | 83 P.       |
| 2.          | Koen Bouwman       | Niederlande | Jumbo-Visma                     | 69 P.       |
| 3.          | Lennard Kämna      | Deutschland | Bora-Hansgrohe                  | 43 P.       |
| 4.          | Jai Hindley        | Australien  | Bora-Hansgrohe                  | 40 P.       |
| 5.          | Wout Poels         | Niederlande | Bahrain Victorious              | 27 P.       |
| 6.          | Natnael Tesfatsion | Eritrea     | Drone Hopper-Androni Giocattoli | 26 P.       |
| 7.          | Davide Formolo     | Italien     | UAE Team Emirates               | 25 P.       |
| 8.          | Romain Bardet      | Frankreich  | Team DSM                        | 21 P.       |
| 9.          | Bauke Mollema      | Niederlande | Trek-Segafredo                  | 20 P.       |
| 10.         | Eduardo Sepúlveda  | Argentinien | Drone Hopper-Androni Giocattoli | 19 P.       |

| Nachwuchswertung | Nachwuchswertung  | Nachwuchswertung | Nachwuchswertung       | Nachwuchswertung |
| Fahrer           | Fahrer            | Land             | Team                   | Zeit             |
| ---------------- | ----------------- | ---------------- | ---------------------- | ---------------- |
| 1.               | Juan Pedro López  | Spanien          | Trek-Segafredo         | 42 h 24 min 08 s |
| 2.               | João Almeida      | Portugal         | UAE Team Emirates      | + 12 s           |
| 3.               | Thymen Arensman   | Niederlande      | Team DSM               | + 1 min 27 s     |
| 4.               | Iván Sosa         | Kolumbien        | Movistar Team          | + 6 min 55 s     |
| 5.               | Pavel Sivakov     | Frankreich       | Ineos Grenadiers       | + 11 min 54 s    |
| 6.               | Mauri Vansevenant | Belgien          | Quick-Step Alpha Vinyl | + 13 min 52 s    |
| 7.               | Santiago Buitrago | Kolumbien        | Bahrain Victorious     | + 17 min 10 s    |
| 8.               | Wadim Pronski     | Kasachstan       | Astana Qazaqstan Team  | + 22 min 12 s    |
| 9.               | Gijs Leemreize    | Niederlande      | Jumbo-Visma            | + 27 min 08 s    |
| 10.              | Tobias Foss       | Norwegen         | Jumbo-Visma            | + 29 min 50 s    |

| Mannschaftswertung | Mannschaftswertung                 | Mannschaftswertung           | Mannschaftswertung |
| Team               | Team                               | Land                         | Zeit               |
| ------------------ | ---------------------------------- | ---------------------------- | ------------------ |
| 1.                 | Bora-Hansgrohe                     | Deutschland                  | 27 h 15 min 29 s   |
| 2.                 | Bahrain Victorious                 | Bahrain                      | + 4 min 17 s       |
| 3.                 | Intermarché-Wanty-Gobert Matériaux | Belgien                      | + 5 min 24 s       |
| 4.                 | Ineos Grenadiers                   | Vereinigtes Königreich       | + 14 min 02 s      |
| 5.                 | Trek-Segafredo                     | Vereinigte Staaten           | + 16 min 40 s      |
| 6.                 | Team DSM                           | Niederlande                  | + 17 min 46 s      |
| 7.                 | Movistar Team                      | Spanien                      | + 20 min 51 s      |
| 8.                 | Jumbo-Visma                        | Niederlande                  | + 24 min 01 s      |
| 9.                 | Astana Qazaqstan Team              | Kasachstan                   | + 30 min 47 s      |
| 10.                | UAE Team Emirates                  | Vereinigte Arabische Emirate | + 33 min 49 s      |

## Trivia
Der Etappensieger Biniam Girmay öffnete bei der Siegerehrung eine Prosecco-Flasche, dabei schoss ihm der Korken ins Gesicht und der Eritreer verletzte sich im linken Auge. Nach einer medizinischen Untersuchung gab der Teamarzt von Intermarché-Wanty-Gobert Matériaux am Folgetag bekannt, dass er sich bei dem Unfall „eine Blutung in der vorderen Augenkammer am linken Auge“ zuzog. Fahrer und Team entschieden daraufhin, dass er nicht mehr die 11. Etappen antreten wird und er die Italien-Rundfahrt vorzeitig beenden muss.